# Kandy
Kandy (singalès: මහනුවර Mahanuwara, pronunciat [mahanuʋərə]; tamil: கண்டி, pronunciat [ˈkaɳɖi]) és una ciutat important de Sri Lanka, a la Província Central. Fou la darrera capital de l'era dels antics reis de Sri Lanka. La ciutat es troba en la zona muntanyosa de l'altiplà de Kandy, el qual travessa una àrea de plantacions tropicals, principalment de te. Kandy és tant una ciutat administrativa com religiosa i és també la capital de la Província Central. Kandy és la seu del Temple de la Relíquia de la Dent (Sri Dalada Maligawa), un dels llocs més sagrats d'adoració en el món budista. Va ser declarat patrimoni mundial per la Unesco el 1988.

## Etimologia
La ciutat i la regió ha estat conegudes per molts noms diferents i versions d'aquells noms. Alguns estudiosos suggereixen que el nom original de Kandy era Katubulu Nuwara situada prop de l'actual Watapuluwa. Tanmateix, el nom històric més popular és Senkadagala o Senkadagalapura, oficialment Senkadagala Siriwardhana Maha Nuwara (significat 'ciutat gran de Senkadagala de creixent resplendecència'), generalment escurçat a Maha Nuwara. Segons el folklore, aquest nom fou originat d'una de diverses fonts possibles. Una és que el nom prové d'un brahmin de nom Senkanda que va viure en una cova a prop; i una altra d'una reina de Vikramabahu III anomenada Senkanda, i d'una pedra pintada anomenada Senkadagala. El regne de Kandy també ha estat conegut per diversos noms. El nom anglès Kandy, que es va originar durant l'era colonial, és derivat d'una versió del singalès Kanda Uda Rata (que significa la terra de la muntanya) o Kanda Uda Pas Rata (els cinc països/comtats de la muntanya). Els portuguesos ho van escurçar com a "Candea", utilitzant el nom tant pel regne com per la seva capital. En singalès, Kandy és anomenada Maha Nuwara, que significa capital o ciutat gran, tot i que sovint és escurçat a Nuwara.

## Història

### Fundació
Els registres històrics suggereixen que Kandy fou fundada per Vikramabahu III (1357–1374), que era el monarca del regne de Gampola, a prop de l'àrea de Watapuluwa al nord de la ciutat moderna, i anomenat Senkadagalapura en aquell temps.

### Regne de Kandy

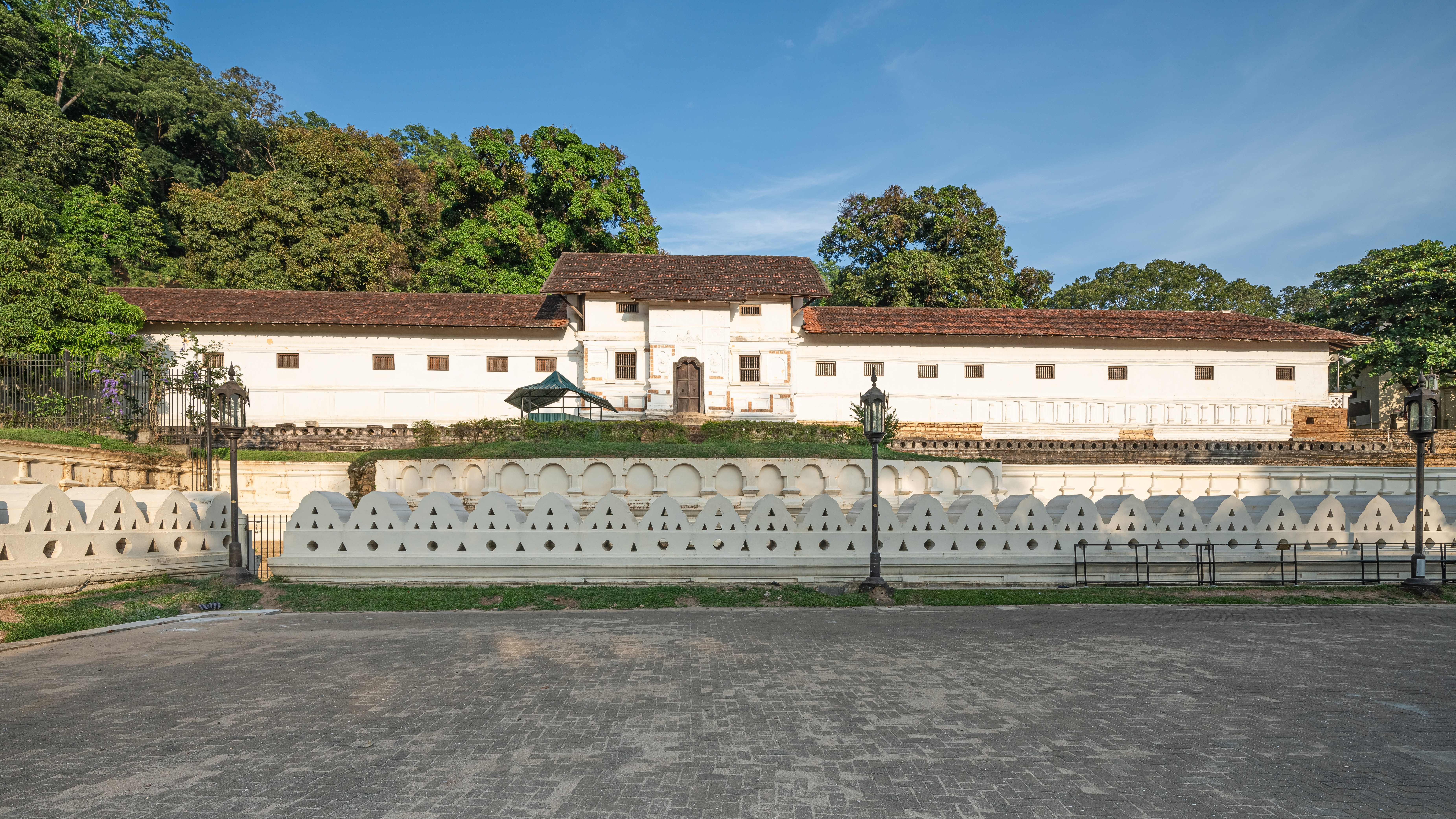
El Palau Reial de Kandy

Sena Sammatha Wikramabahu (1473–1511) fou el primer rei de Kandy. Era un príncep del regne de Kotte i va governar Kandy com a semi-regne independent sota el regne de Kotte, fent-lo la nova capital del Regne de Kandy. Sena Sammatha Wikramabahu va ser seguit pel seu fill Jayawira Astana (1511–1551) i després per Karaliyadda Bandara (1551–1581) qui va ser succeït per la seva filla Dona Catherina de Kandy (1581–1581). Dona Catherina va ser succeïda per Raja Sinha I. Aquest tanmateix va preferir governar el país muntanyós des del regne de Sitawaka a l'oest de l'illa. Un període d'agitació va acabar amb la pujada al tron de Konappu Bandara que fou conegut com a Vimaladharmasuriya I. Havent abraçat el budisme, va consolidar la seva autoritat més enllà portant la relíquia de la dent de Buda a Kandy des d'un lloc anomenat Delgamuwa.
El 1592 Kandy esdevingué la ciutat capital del darrer regne independent que restava a l'illa després que les regions costaneres havien estat conquerides pels portuguesos. Diverses invasions dels portuguesos van ser repel·lides, especialment en la campanya de Danture. Després de la guerra singalesa–portuguesa i l'establiment de la colònia holandesa de Ceilan, els intents dels holandesos de conquerir el regne van ser repel·lits.
El regne va tolerar la presència holandesa a la costa de Sri Lanka, tot i que ocasionalment hi va haver alguns atacs. L'ofensiva més ambiciosa va ser empresa el 1761, quan Kirti Sri Rajasinha va atacar i saquejar la majoria de la costa, deixant només la ben fortificada Negombo intacta. Quan una força holandesa de socors va arribar a l'illa el 1763, Kirti Sri Rajasinha va abandonar la zona costanera i es va retirar a l'interior. Quan els holandesos van seguir cap a les jungles el següent any, foren constantment assetjats per malalties, calors, manca de provisions i tiradors singalesos, que actuaven amagats a la jungla i infligien pèrdues notables als holandesos.

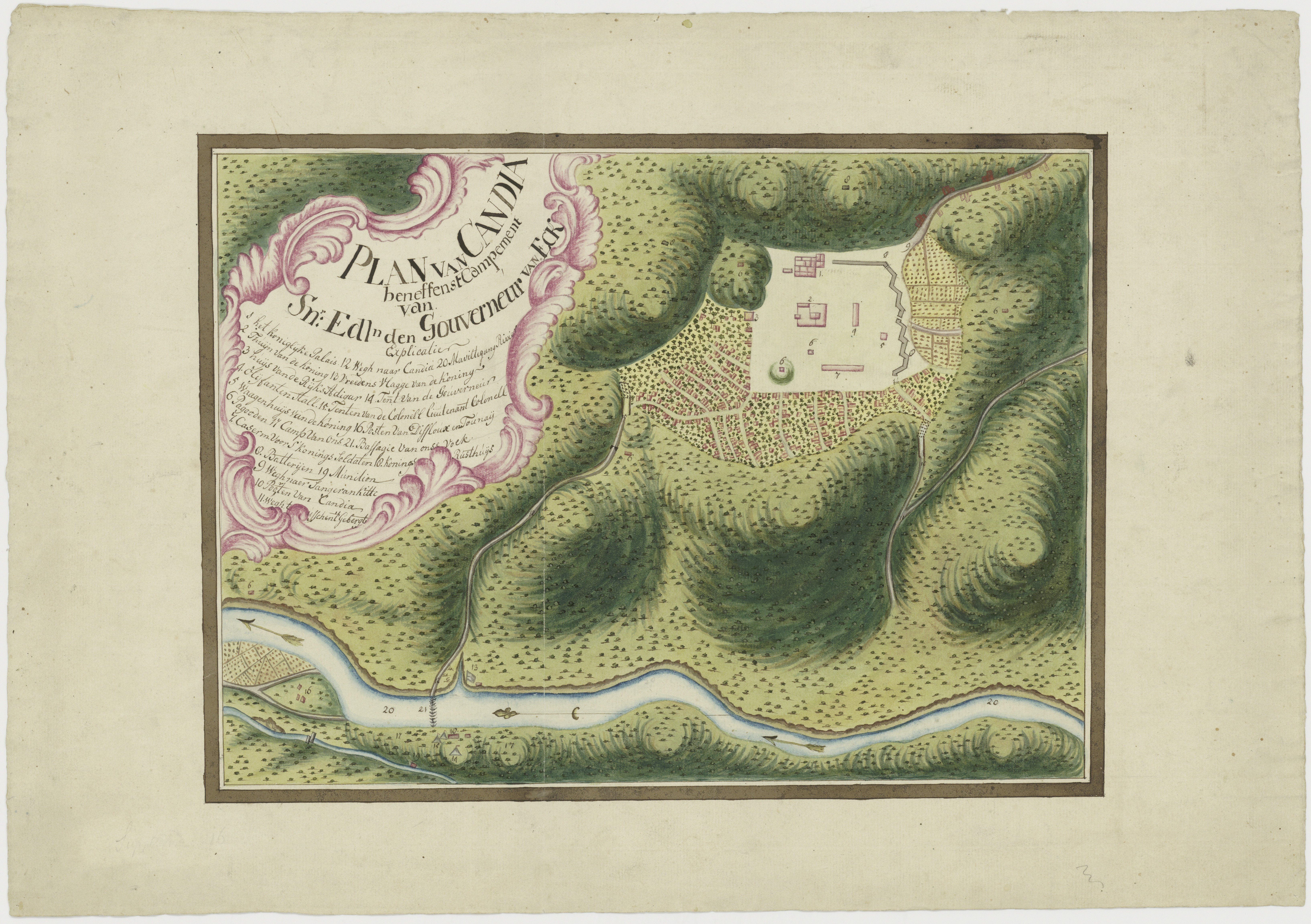
Mapa holandès de Kandy de vers 1765

Els holandesos hi van enviar una força més ben adaptada el gener de 1765, reemplaçant les baionetes de les seves tropes amb matxets i utilitzant uniformes més pràctics i tàctiques adaptades a la guerra de selva. Els holandesos foren inicialment exitosos capturant la capital, que havia estat abandonada pels singalesos que un cop més es van retirar a les jungles, rebutjant comprometre's en batalla oberta. Tanmateix, els holandesos foren altre cop expulsats per un constant fustigament. El 1766 es va signar un tractat de pau. Els holandesos van quedar amb el control de les àrees costaneres fins al 1796, quan la Gran Bretanya les va ocupar (mentre Holanda estava sota control de França). La possessió britànica d'aquestes àrees va ser formalitzada amb el tractat d'Amiens de 1802. El següent any els britànics també van envair Kandy en el que fou conegut com la primera guerra de Kandy, en la qual foren rebutjats.
Kandy va esdevenir seu de la relíquia de la dent del Buda, que simbolitza una tradició de quatre segles que es va utilitzar per enllaçar amb la monarquia singalesa, ja que el protector de la relíquia era el governant del país. Per això el Palau Reial i el Temple de la Dent van ser col·locats propers un de l'altre.
La darrera dinastia governant a Kandy fou la dels Nayaks. Kandy va seguir independent fins a principis del segle xix. En la segona guerra de Kandy els britànics van envair la regió sense resistència i va arribar a la ciutat el 10 de febrer de 1815. El 2 de març de 1815, un tractat conegut com la Convenció de Kandy va ser signat entre els britànics i el radales (aristòcrates de Kandy). Amb aquest tractat, Kandy va reconèixer el rei anglès Jordi III com el seu rei i esdevenia un protectorat britànic. El rei Sri Vikrama Rajasinha va ser capturat i fet presoner pels britànics al Fort de Vellore al sud de l'Índia juntament amb tots els pretendents al tron. Alguns dels membres de la família reial foren també exiliats a Tanjore (ara coneguda com a Thanjavur, a Tamil Nadu). La seva residència tradicional és encara esmentada com "Kandy Raja Aranmanai" en la part oriental de la ciutat de Thanjavur a la Old Mariamman Koil Road.

### Era colonial

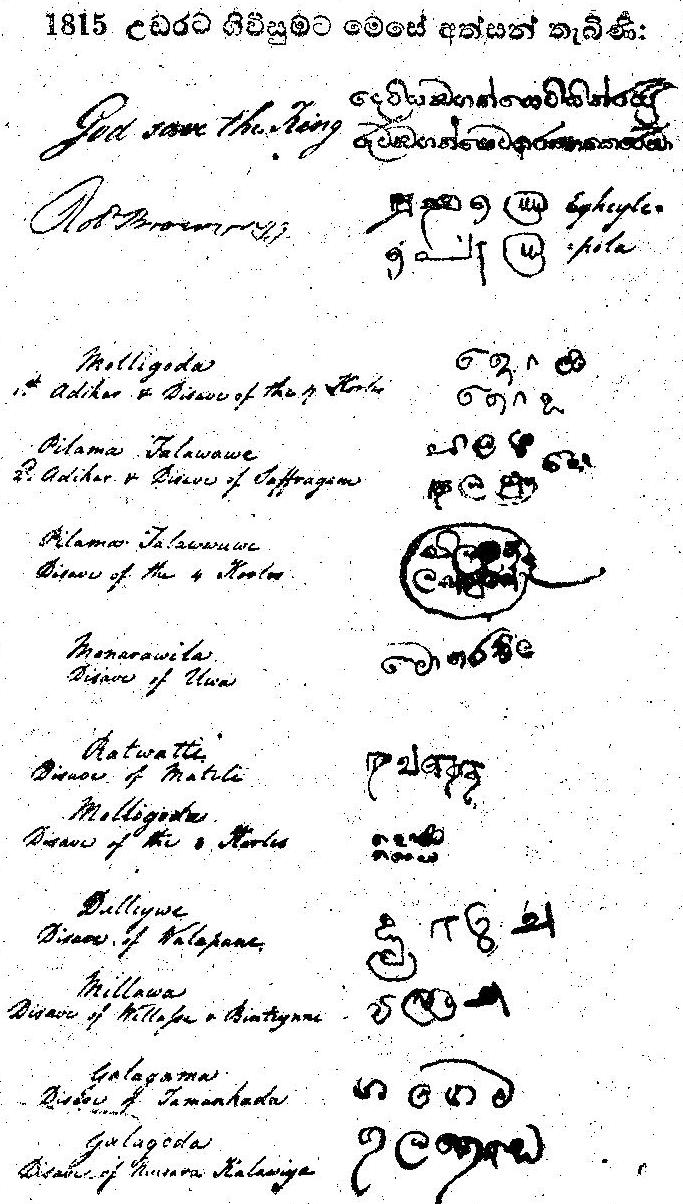
La Convenció de Kandy signada entre els britànics i els caps de Kandy el 1815.

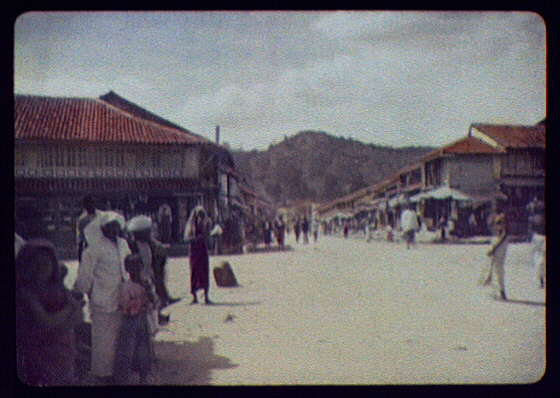
Carrer de Colombo a Kandy, 1895

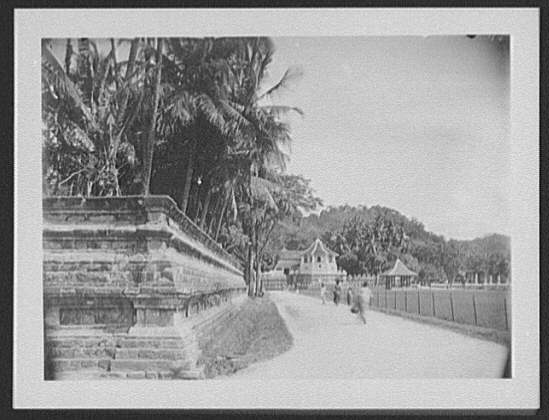
El carrer que porta a Dalada Malagawa - Temple de la Dent Sagrada 1895

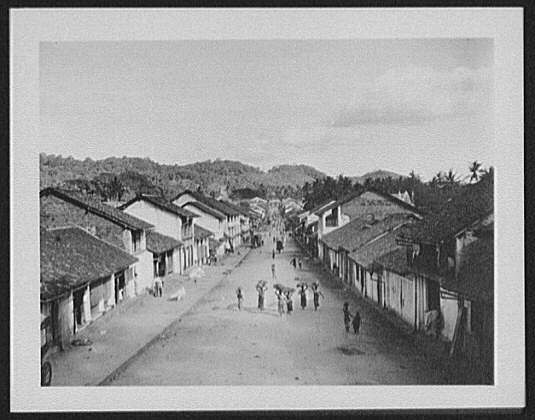
Kandy, escena de carrer 1895

Durant el període britànic a Sri Lanka, la història de Kandy i el seu entorn va presenciar un canvi ràpid i dràstic i particularment després de la Rebel·lió d'Uva. Sir Lowry registra a la seva gaseta "La història del govern anglès a Kandy durant la rebel·lió de 1818 no pot ser relatat sense vergonya...Difícilment un membre de les famílies dirigents va quedar viu...Aquells que l'espasa o la pistola s'havien estalviat, el còlera, la verola i les privacions van matar a centenars...Altres esdevenien ignorants i apàtics. Qualsevol esforç de desenvolupament subsegüent del govern durant molts anys fou només intents iniciats i abandonats".
El primer cop que Sri Lanka plenament va caure a les mans d'un poder estranger fou a Kandy amb la signatura de la Convenció de Kandy el 1815 al Sri Dalada Maligawa. El rei Vikrama Rajasinha de Kandy que era d'avantpassats indis del sud va fer front a una potent oposició dels caps singalesos que buscaven reduir el seu poder. Els caps singalesos van organitzar un cop i, en reeixir, van acceptar el sobirà britànic com a nou rei. Això va acabar amb més de 2500 anys de monarques de Sri Lanka i amb la línia de reis de Kandy; Rajasinha va ser empresonat. El 2 de març de 1815 la sobirania de l'illa va quedar sota l'Imperi britànic. El tractat no va ser signat pel rei deposat però sí per membres de la seva cort i per altres dignitaris del regne de Kandy.
El 1848, sota la direcció de Gongalegoda Banda i Puran Appu va esclatar la rebel·lió coneguda com a Rebel·lió de Matale. Prèviament la ciutat i el país havien estat sota govern britànic durant 32 anys, en els quals els britànics havien expropiat la terra comuna de la pagesia i els havien reduït a la pobresa extrema. Els pagesos de Kandy van ser forçats a abandonar la seva manera de vida tradicional i esdevenir treballadors a sou en condicions abominables que van prevaler en aquestes noves propietats i plantacions que havien estat introduïdes, però malgrat tota la pressió exercida pels colonialistes els singalesos van rebutjar la situació. Això va forçar els britànics a portar centenars de milers de tàmils del sud de l'Índia.
La rebel·lió va començar el 26 de juliol de 1848 amb Gongalegoda Banda coronat com a rei, i Puran Appu com a primer ministre, i el seu objectiu principal era capturar Kandy als britànics. La rebel·lió de Matale fou una revolta de camperols dirigida per la gent comuna, el lideratge singalès fou totalment expulsat i exiliat fora després de la Rebel·lió d'Uva, cosa que va marcar el primer pas en una transició de la forma feudal clàssica de revolta anti-colonial a lluites modernes d'independència. El lideratge per primer cop va passar de les províncies de Kandy a les mans de persones corrents o no-aristòcrates.
El 1944, durant la Segona Guerra Mundial, el Comandament Aliat del Sud-Est Asiàtic va ser traslladat a Kandy, on va quedar fins al final de la guerra.

### Kandy contemporània

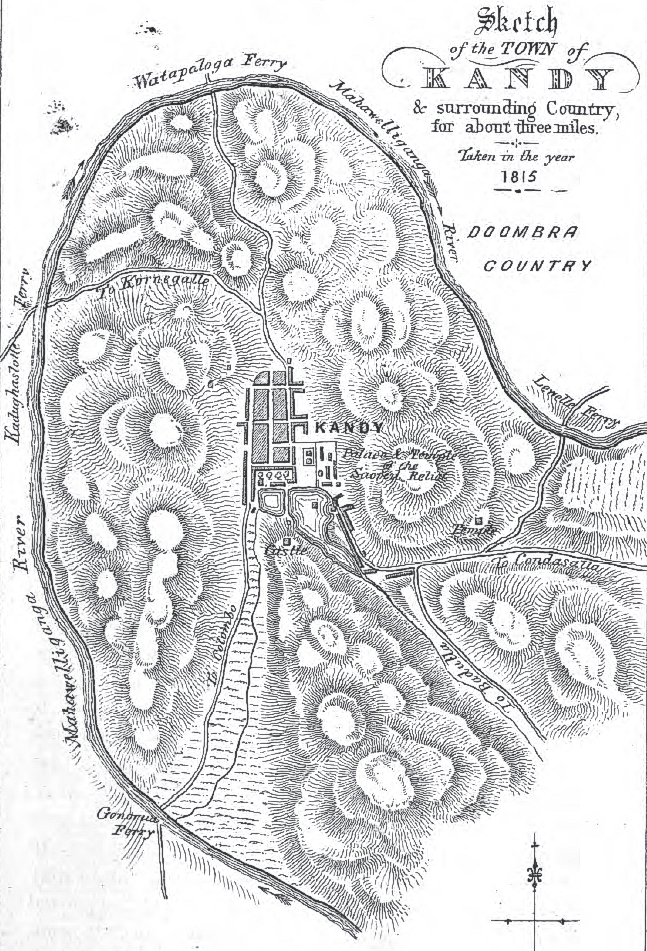
Croquis de la ciutat de Kandy i país circumdant, aproximadament tres milles, l'any 1815.

És la segona ciutat més gran de l'illa i la capital de la Província Central de la moderna Sri Lanka. La seva ubicació geogràfica l'ha convertida en un hub important de transport a l'illa: Kandy és la porta a les muntanyes centrals de Sri Lanka. S'hi pot arribar per importants autopistes en cada direcció de l'illa. La línia de ferrocarril de Colombo, el port de mar de la costa occidental, passa per Kandy en direcció al punt més llunyà de Badulla als Central Highlands. Les carreteres principals Colombo-Kandy i Kandy-Nuwara Eliya són dues de les carreteres més pintoresques de Sri Lanka; la carretera de Colombo-Kandy passa a través de plantacions de goma i arrossars, la de Kandy-Nuwara Eliya passa a través de camps d'arròs i contínues plantacions de te. Ambdues carreteres fan el seu camí ascendent rodejant els anells dels turons. Actualment s'estan fent estudis de viabilitat per una altra autopista entre Colombo i Kandy a través de Kadawata i la pintoresca ciutat de Katugastota.

## Geografia i clima

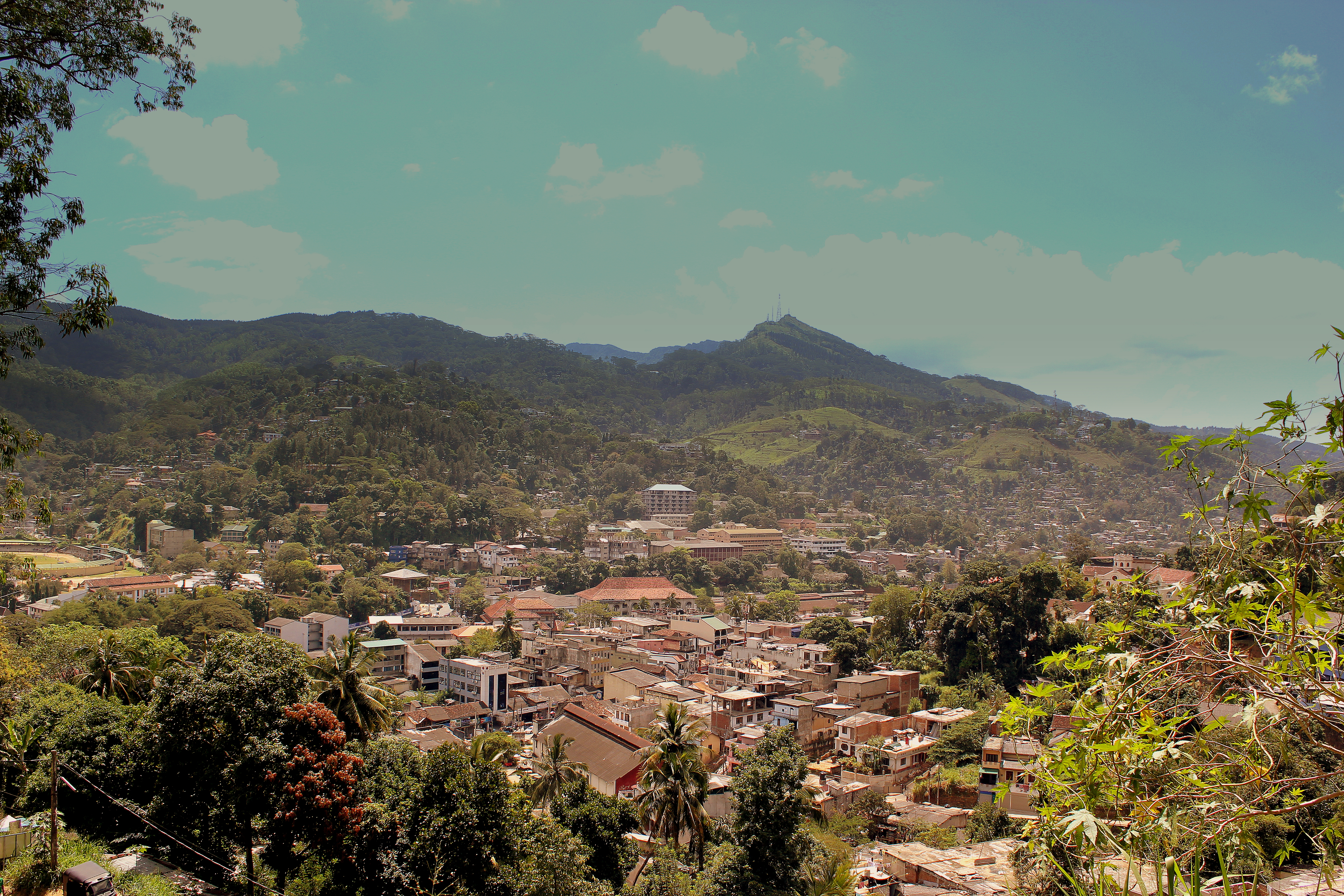
Terrenys de Kandy

### Topografia
Kandy es troba en la muntanyosa selva interior de l'illa. La ciutat és al bell mig de múltiples serralades incloent-hi la serralada de Knuckles i la d'Hanthana, que donen a la ciutat un alçària de 500 metres per sobre el nivell del mar. És al costat del llac artificial de Kandy i al sud del santuari de Udawatta Kele. Avui Udawatte Kele està reduint la seva àrea.

### Clima
El clima és de selva tropical. Amb Kandy localitzat en el centre de l'illa i en un nivell alt, la ciutat té unes temperatures relativament més humides i més fresques que el clima tropical de la resta del país, especialment les regions costaneres. Nuwara Eliya al sud té un clima més fresc a causa que es troba més alt. La ciutat té la seva estació seca de gener a l'abril. De maig a juliol i d'octubre a desembre la regió experimenta la seva estació de monsó, durant aquest temps el temps és aspre i inestable. Atès que és una illa de l'hemisferi nord, el mes més fred és el gener i el més calorós, juliol. De març a maig és el període intermonsònic, durant aquest temps la pluja és lleugera i la humitat forta. La humitat és generalment entre 70% a 79%.

## Paisatge urbà

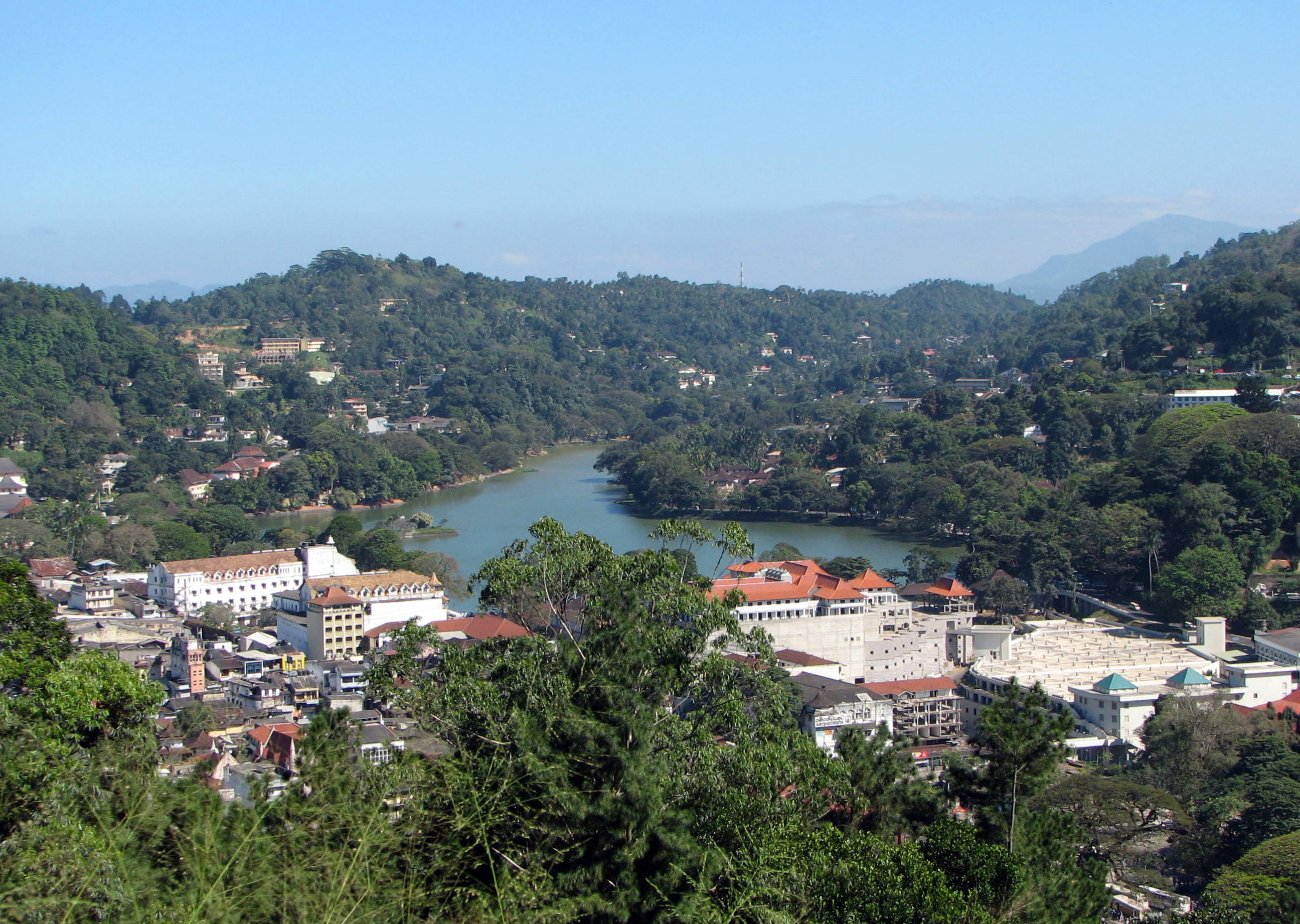
Vista aèria de la ciutat de Kandy.

La ciutat de Kandy es troba a una alçada de 465 metres per sobre el nivell del mar. El seu pla es va desenvolupar al voltant de dos espais oberts: una plaça allargada, al final de la qual hi ha els edificis d'administració de la vella capital, i un llac artificial que és de forma quadrangular. Un jardí públic afavoreix la sensació d'amplitud en l'organització espacial de la ciutat.
Kandy ha crescut fins a Peradeniya (seu de la Universitat de Peradeniya i els Jardins Botànics), Katugastota al nord, i fins a Kundasale, Tennekumbura i Gurudeniya a l'est.
Kandy té 24 seccions (wards).

## Govern
Kandy és una ciutat regulada (chartered), amb una forma de govern de Mayor Council. L'alcalde de Kandy i els regidors són elegits a través d'eleccions de govern local un cop cada cinc anys. El cap d'administració és el comissari municipal, qui gestiona el dia a dia dels 16 departaments de l'administració.
El Consell Municipal de Kandy governa la ciutat de Kandy; va ser establert sota les Ordenances Municipals de 1865. La reunió inaugural es va fer el 20 de març de 1866. L'Ajuntament de Kandy va ser establert en les premisses actuals conegudes com el Dunuwille Walawwe el 1870.
L'Agent de Govern de la Província Central va tenir la presidència del consell fins al 1939 quan l'alcalde va ser elegit. El primer alcalde elegit fou Cuda Ratwatte. Amb esmenes posteriors a la ordenança de 1978 l'alcalde esdevenia el cap executiu mentre el comissari era el cap administratiu.
Actualment el Consell consisteix en 24 membres. El Partit de govern, el Partit Nacional Unit, hi té 14 consellers i l'oposició 10. El Consell es reuneix una vegada al mes per revisar el progrés i decidir en la implementació dels seus projectes. Cinc comitès del Consell, és a dir Finances, Llei, Obres, Esports i Serveis de Benestar (Pre-Escoles, Biblioteques), també es troben mensualment i recomanen al Consell assumptes relacionats per la seva aprovació.

## Demografia
Kandy és una ciutat de majoria singalesa; hi ha minories rellevants que pertanyen a altres grups ètnics, com musulmans i tàmils. La ciutat és un centre religiós important dels singalesos i un lloc de pelegrinatge per budistes pertanyents a l'escola Theravada. L'Església catòlica té una diòcesi amb seu a la ciutat.

### Cens de població (2012)
| Etnicitat                          | Població | % De Total |
| ---------------------------------- | -------- | ---------- |
| Singalesos                         | 118.209  | 74,55      |
| Musulmans                          | 17.282   | 10,90      |
| Tàmils                             | 15.203   | 9,59       |
| Tàmils de l'Índia                  | 5.601    | 3,53       |
| Altres (incloent burghers, malais) | 2.269    | 1,43       |
| Total                              | 158.564  | 100        |

## Economia
Kandy és la segona ciutat més gran de Sri Lanka després de Colombo i la segona ciutat en economia. Moltes empreses importants hi tenen oficines o sucursals i hi ha les indústries tèxtil, de mobiliari, tecnologia d'informació i de joies. Per tota la ciutat hi ha centres de recerca de l'agricultura.
El centre de Kandy és com un gran centre comercial situat al cor de Kandy. S'hi troben marques internacionals famoses d'outlets com Apple, Futureworld, Philips, Reebok, Triumph Internacional i Adidas, i també com botigues famoses asiàtiques i singaleses.

### Aeroport
L'aeroport de Kandy està previst en l'àrea propera a Kundasale i crearà un enllaç aeri directe al aeroport Internacional Bandaranaike de Colombo. L'aeroport actuarà com a catalitzador per la indústria de turisme a Sri Lanka.

### Arquitectura
Palau de la Dent del Buda
A la riba nord del llac, el qual és tancat per un ampit de pedra blanca que data del començament del segle xix, hi són els monuments religiosos oficials de la ciutat, incloent el Palau Reial i el Temple de la Dent, conegut com el Dalada Maligawa (Daḷadā Māligāva). Reconstruït el segle xviii, el Dalada Maligawa fou construït en una base de granit inspirat en els temples de la ciutat capital antiga de Sri Lanka, Anuradhapura. Una varietat de materials (pedra calcària, marbre, fusta, vori, etc.) contribueix a la riquesa d'aquest temple. Per tota aquesta petita ciutat sagrada hi ha una colla de monestirs budistes recents.
El conjunt monumental de Kandy és un exemple de construcció que associa el Palau Reial i el Temple de la Dent, que és el lloc que conté la relíquia de la dent de Buda. Originalment era part del complex del Palau Reial del regne de Kandy, i ara és un dels llocs més sagrats d'adoració i pelegrinatge per budistes de tot el món. Va ser el darrer d'una sèrie de temples construïts en els llocs on arribava la relíquia; el palau reial de la monarquia singalesa va ser construït seguint les diverses reubicacions de la ciutat capital.
El Palau de la Dent, el complex de palau i la ciutat sagrada de Kandy estan associats amb la història de la disseminació del budisme. El temple és el producte de la darrera peregrinació de la relíquia de la dent de Buda.
Palau reial
El Palau reial de Kandy és el darrer palau reial construït a l'illa. Només la part única del complex del palau original resta. El Temple de la Dent era part d'aquest complex, a causa de la tradició antiga que va declarar que el monarca era el protector de la relíquia mentre era governant de la terra. Avui conté el Museu Nacional de Kandy que té una col·lecció extensa d'artefactes tant del regne de Kandy com del govern colonial britànic.
Lankatilaka Temple
El temple de Lankatilaka és considerat un dels exemples més ben conservats d'arquitectura tradicional singalesa en temples. Construït en una roca, al temple s'hi arriba per una sèrie llarga de passos tallats a la roca. Un passatge arquejat porta a través d'una Mandapa (sala) al sanctum interior que és ricament decorat amb dissenys florals esplèndids. Les dues parets del costat i el sostre són decorats amb pintures. En el sanctum interior hi ha una imatge colossal asseguda de Buda.
Temple de Gadaladeniya
El disseny del temple Gadaladeniya és d'origen indi del sud amb un Devale agregat, similar en aspecte al Natha Devale i el Gedige de Adahana Maluwa. El principal santuari de l'habitació té una estàtua de Buda assegut i les restes d'algunes pintures del període del regne de Gampola.
Entre altres temples importants al voltant de Kandy cal citar el Dodanwela Devale (santuari), Embakke Devale (santuari), Galmaduwa Vihara (temple), Handagala Vihara (temple), Lankatilaka Vihara (temple), Medawala Vihara (temple) i Nalanda Gedige.

### Parcs i jardins

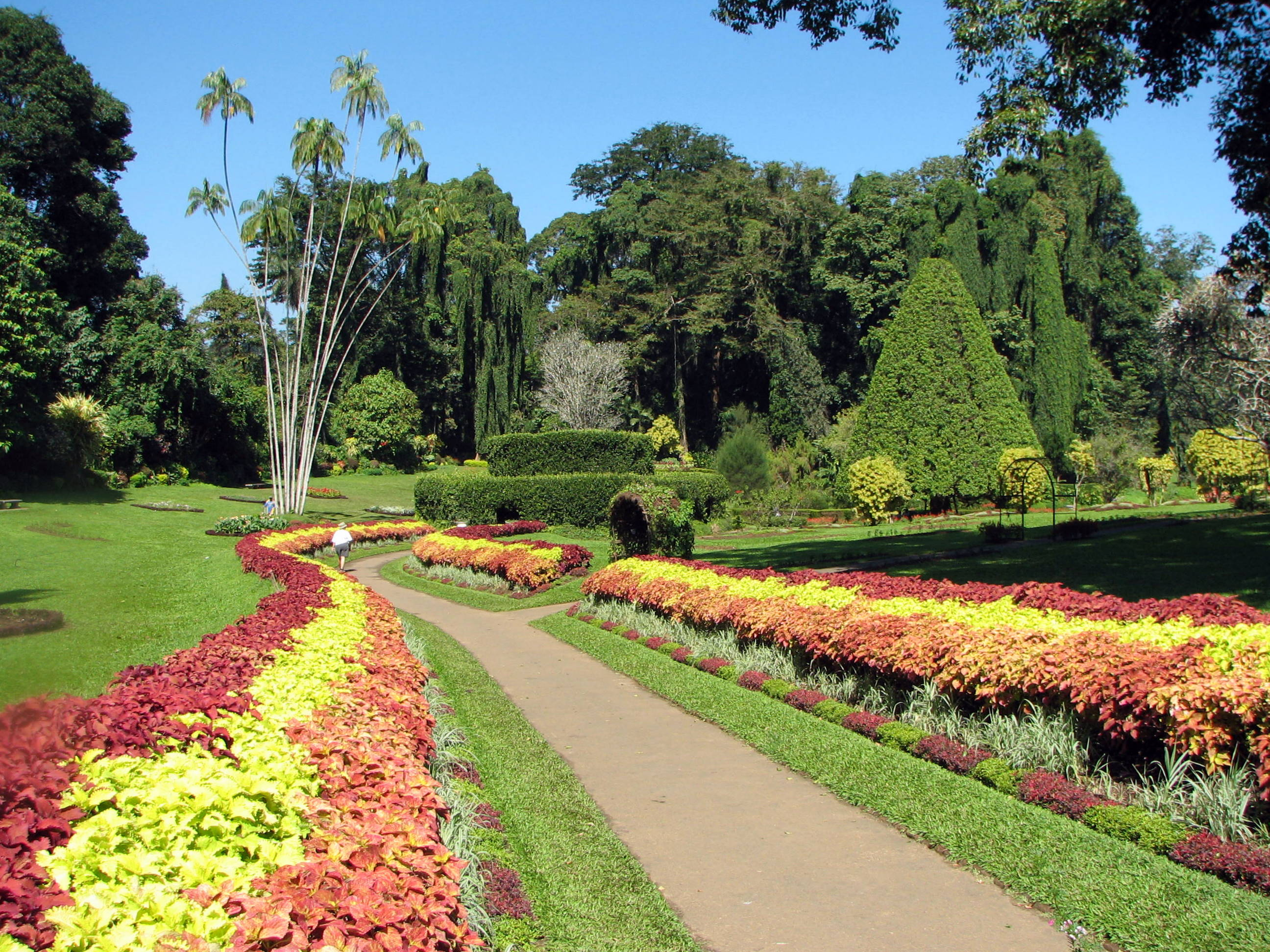
Peradeniya, Jardí Botànic

El Reial Jardí Botànic de Peradeniya està situat aproximadament 5 km al l'oest del centre de la ciutat, a Peradeniya, i és visitat per 2 milions de persones per any. És el jardí botànic més gran de l'illa i ocupa 147 acres (59 hectàrees) i conté més de 4.000 espècies de plantes.
La serralada de Knuckles a Kandy és Patrimoni mundial de la UNESCO. La serralada d'Alagalla, també anomenada en anglès com a Potato Range és famosa pel trekking a Sri Lanka.
L'Udawatta Kele (Bosc de Udawatta) és un santuari protegit situat en el cor de la ciutat, just al nord del temple de la Dent; és conegut com a "Uda Wasala Watta" que en singalès significa "jardí situat per sobre del palau reial" i va ser designat com a reserva boscosa el 1856, i esdevingué un santuari el 1938.
El Parc del Palau Reial, conegut com a Wace Park és un parc petit que mira cap al llac de Kandy i cap a gran part de la ciutat. En el parc hi ha un canó japonès que va ser capturat pel 14è exèrcit britànic a Birmània durant la Segona Guerra Mundial i fou presentat a la ciutat de Kandy per Lord Mountbatten, Comandant Suprem Aliat d'Asia del Sud-est.

## Ciutats agermanades
Kandy està agermanada amb:
| País      | Ciutat  | Regió / estatal | Des de       |
| --------- | ------- | --------------- | ------------ |
| India     | Solapur | Maharashtra     | 2010 (xinès) |
| Tailàndia | Ayudhya | Ayutthaya       | 2013         |
| Xina      | Chengdu | Sichuan         | 2015         |

## Persones notables
- Raja Sinha I, rei
- Jean Arasanayagam, poeta
- Fredrick de Silva, polític
- Albert Moses, actor
- Stanley Peiris, músic
- Rookantha Gunathilake, músic
- Sachini Ayendra Stanley, Miss Sri Lanka (2003) i actriu
- Ruwan Kalpage és jugador de cricket i actual seleccionador de l'equip de cricket de Sri Lanka
- Mohamed Muhsin, director i home de negocis
- Sarath Amunugama, parlamentari
- Lalith Dissanayake, polític
- Mahindananda Aluthgamage, parlamentari i ex-ministre d'esports
- Muttiah Muralitharan, jugador de cricket retirat
- Kumar Sangakkara, jugador de cricket retirat i ex-capità del equip de cricket de Sri Lanka